# 国際連合安全保障理事会決議1701
国際連合安全保障理事会決議1701（こくさいれんごうあんぜんほしょうりじかいけつぎ1701、英: United Nations Security Council Resolution 1701）は、2006年8月11日に国際連合安全保障理事会で採択された中東情勢に関する決議。略称はUNSCR1701。

## 概要
国連安保理決議1701は、2006年のレバノン侵攻の解決に向け採択された国連決議。決議は全会一致で採択され、同年8月12日、2名のヒズボラ党員を含む、レバノン内閣は全会一致で承認し、同日、ヒズボラのリーダー、ハッサン・ナスララは停戦合意を表明した。8月13日にはイスラエル内閣が24対0（不参加1票）で決議に合意し、2006年8月14日午前8時、国連の仲裁により停戦が実現した。